# T. Anjaiah
T. Anjaiah (Tanguturi Anjaiah, Telugu: టంగుటూరి అంజయ్య; * 1929 im Dorf Bhanur, Distrikt Medak, heute Telangana; † Oktober 1986) war ein indischer Politiker des Indischen Nationalkongresses (INC), der unter anderem zwischen 1978 und 1981 Mitglied der Rajya Sabha, 1980 Staatsminister, von 1980 bis 1982 Chefminister von Andhra Pradesh sowie zuletzt zwischen 1984 und seinem Tod 1986 Mitglied der Lok Sabha war. Zugleich war er von 1984 bis 1986 erneut Staatsminister.

## Leben

### Gewerkschafter, Politiker in Andhra Pradesh und Mitglied der Rajya Sabha
Anjaiah absolvierte seine schulische Ausbildung an der Sultan Bazar High School in Hyderabad, die er jedoch abbrach, um sich der von Mohandas Karamchand Gandhi entwickelten Grundhaltung des Satyagraha hinzugeben. Bereits 1942 engagierte er sich in der „Quit India“-Bewegung und gehörte bald darauf zu den Mitgründern der Gewerkschaftsbewegung im Staat Hyderabad. Seine Laufbahn als Gewerkschaftsfunktionär begann er bei der Alwyn Metal Works Factory in Hyderabad für einen Tageslohn von sechs Annas. 1952 wurde er Präsident des Gewerkschaftsverbandes INTUC (Indian National Trade Union Congress) im Bundesstaat Andhra Pradesh und übte diese Funktion bis 1958 aus.
1957 wurde Anjaiah für den Indischen Nationalkongress (INC) erstmals zum Mitglied der Legislativversammlung von Andhra Pradesh gewählt und gehörte dieser mehr als zwanzig Jahre lang bis 1978 an. Während dieser Zeit war er seit 1958 auch Präsident der Kongresspartei in diesem Bundesstaat und fungierte zwischen 1972 und Januar 1973 erstmals als Arbeitsminister der Regierung von Andhra Pradesh während der Amtszeit von Chief Minister P. V. Narasimha Rao. 1974 wurde er von Chief Minister J. Vengala Rao erneut zum Arbeitsminister in der Regierung dieses Bundesstaates berufen und gehörte dieser nunmehr bis Dezember 1977 an.
Am 10. April 1978 wurde Anjaiah für die Kongresspartei Mitglied der Rajya Sabha, des Oberhauses des indischen Parlaments, und gehörte diesem bis zum 19. Februar 1981 an.

### Staatsminister, Chief Minister von Andhra Pradesh und Mitglied der Lok Sabha
Während dieser Zeit wurde er am 8. Juni 1980 von Premierministerin Indira Gandhi als Staatsminister für Arbeit in deren dritte Regierung berufen und übte dieses Amt bis zum 10. Oktober 1980 aus.
Nach seinem Ausscheiden aus der Unionsregierung wurde Anjaiah am 11. Oktober 1980 Nachfolger von M. Chenna Reddy als Chief Minister von Andhra Pradesh. Dieses Amt bekleidete er bis zum 23. Februar 1982 und wurde am darauf folgenden Tag von Bhavanam Venkataram Reddy abgelöst. Zugleich war er von 1981 bis 1984 auch wieder Mitglied der Legislativversammlung von Andhra Pradesh.
Bei den Wahlen im Dezember 1984 wurde Anjaiah für den Indischen Nationalkongress in dem zu Andhra Pradesh gehörenden Wahlkreis 8 Secunderabad zum Mitglied der Lok Sabha gewählt, des Unterhauses des indischen Parlaments, dem er bis zu seinem Tod im Oktober 1986 angehörte.
Am 31. Dezember 1984 wurde er von Premierminister Rajiv Gandhi in dessen Regierung berufen und übernahm in dieser bis zu seinem Tod erneut das Amt des Staatsministers für Arbeit.
Aus seiner am 23. Mai 1954 geschlossenen Ehe mit Maniama gingen ein Sohn und vier Töchter hervor.